# Schenectady County
Schenectady County je okres ve státě New York ve Spojených státech amerických. K roku 2010 zde žilo 154 727 obyvatel. Správním městem okresu je Schenectady. Celková rozloha okresu činí 544 km².